# 아쿠치
아쿠치(acouchis)는 아구티과 아쿠치속(Myoprocta)에 속하는 설치류 동물이다. 아마존 우림에서 발견된다. 아구티보다 일반적으로 작고, 아구티가 꼬리가 거의 없는 반면에 아주 짧은 꼬리(5~7cm)를 갖고 있다. 이 때문에 "꼬리아구티"로도 불린다. 아마존 우림과 브라질 근처의 기아나에 서식하는 붉은아쿠치(M. acouchy)와 아마존 우림 서부의 초록아쿠치(M. pratti)의 두 종은 채색과 기타 특징이 서로 차이가 난다. 아쿠치속에 대한 분류는 일부 저자는 초록아쿠치에 "M. acouchy"라는 학명을 붙이고 붉은아쿠치에는 M. exilis로 부르는 등 역사적으로 혼란을 겪었다. 이와 같은 혼란은 해결했지만 일부 문제는 남아 있다. 특히 초록아쿠치는 한 종 이상을 포함하고 있을 수도 있다.
밝은 오렌지색과 함께 갈색 또는 초록빛을 띠지만, 일부 머리쪽은 붉은 색이다. 아쿠치가 판 구멍이 발견되는 강둑에서 생활한다. 좀더 큰 파카와 달리 아쿠치는 아구티처럼 낮에 활동하며, 과일을 먹는다.

## 하위 종
- 붉은아쿠치 (Myoprocta acouchy)
- 초록아쿠치 (Myoprocta pratti)